# Dishidroză
Dishidroza sau disidroza este o formă frecventă de eczemă care afectează palmele, plantele și părțile laterale ale degetelor mâinilor și picioarelor, caracterizată prin formare de vezicule și/sau bule cu conținut clar, neînsoțite de obicei de eritem, dar foarte pruriginoase. Când leziunile evoluează pe un fond eritematos sau eritematoscuamos se utilizează termenul de eczemă dishidrozică. Se vindecă spontan în 2-3 săptămâni, cu descuamare reziduală, dar recurențele sunt frecvente primăvară sau toamna. Cauza este frecvent necunoscută. Poate avea ca factor etiologic o eczema atopică sau de contact, o reacție alergică sau medicamentoasă, un  focar infecțios, mai ales o micoză interdigitoplantară. Tratamentul constă în eliminarea cauzei atunci când aceasta poate fi identificată. Local se fac băi cu soluții antiseptice și se aplică dermatocorticoizi, asociați în formele cronice cu gudroane. Sistemic se administrează antihistaminice și, în cazurile severe, cure scurte de glucocorticoizi. 
Termenul de dishidroză a fost folosit pentru prima dată de către dermatologul englez Tilbury Fox
în 1873 și este sinonim cu termenul pomfolix (pompholyx) creat de alt dermatolog englez Jonathan Hutchinson, un termen folosit mai ales în literatura de specialitate anglo-saxonă cu 2 forme:  cheiropomfolix (cheiropompholyx) -  dishidroza palmelor și degetelor mâinilor și podopomfolix (podopompholyx) – dishidroza plantelor și degetelor picioarelor.

## Manifestări clinice
Dishidroza se manifestă printr-o erupție de veziculo-bule cu conținut clar, de obicei neînsoțite de reacție inflamatorie (eritem), localizate simetric pe laturile degetelor sau pe întreaga palmă și/sau plantă. Acest puseu de vezicule este însoțit în general de un prurit intens, care poate precede erupția, senzație de arsură sau înțepătură. Persistența pruritului și senzației de arsură provoacă un grataj neîncetat.  Se vindecă de obicei spontan în 2-3 săptămâni, cu descuamare reziduală, dar recurențele sunt frecvente și se pot întinde pe perioade de luni sau ani. În medicina muncii, la pacienți se observă o agravare a erupțiilor cutanate dacă activitățile lor implică un contact cu substanțele iritante în condiții de umiditate. Testul de evicțiune, apoi de reexpunere se dovedește adesea concludent.
Evoluția veziculelor este variabilă de la un caz la altul. Uneori, veziculele pot fi foarte discrete și se usucă rapid. În acest caz rezultă mici placarde brun  gălbui, înlocuite ulterior cu o fină descuamare centrifugă care ia un aspect festonat sub formă de coleretă, lăsând o epidermă roză, subțiată, cu aspect atrofic foarte moale la pipăit.
Există câteva varietăți de dishidroză: dishidroza simplă, eczema dishidrozică, dishidroza buloasă, dishidroza hemoragică, dishidroza pustuloasă.
- Dishidroza simplă. În varietatea sa cea mai tipică, dishidroza se caracterizează printr-un puseu de mici vezicule tensionate, profund inserate în epidermă și umplute cu un lichid clar. Veziculele în dishidroza simplă nu sunt însoțite de o reacție inflamatoare (eritem) clinic manifestă. Aceste vezicule se dezvoltă în epiderma palmoplantară, adică pe palme sau pe fețele laterale și palmare ale degetelor mâinii pe de o parte și pe plante sau pe fețele laterale ale degetelor picioarelor pe de alta parte.

- Eczema dishidrozică. În unele cazuri, vezicule se dezvoltă pe un fond eritematos sau eritematoscuamos: în acest caz dishidroza se numește eczemă dishidrozică. Eczemă dishidrozică este însoțită de fisuri profunde și dureroase. Pe un fond eritematoscuamos sau eritematocrustos, fisurat, puseurile subintrante de noi vezicule se repetă la infinit, transformând pacienții în veritabili handicapați cu infirmități ale mâinilor.

- Dishidroza buloasă. Uneori veziculele inițial confluente iau aspectul de bule adesea multiloculare, care se sparg și se erodează provocând o zemuire, această varietate de dishidroză se numește dishidroza buloasă. În cazuri rare, dishidroza este buloasă de la început, invadând palmele și plantele, diseminându-se apoi sub formă de placarde eczematoase caracteristice în alte părți ale tegumentului (dosul degetelor, dosul mâinilor, regiunea carpiană, dosul picioarelor, glezne). Această diseminare este un bun exemplu de o răspândire secundară a unei eczeme.

- Dishidroza hemoragică. În unele cazuri, veziculele sunt hemoragice; însă hemoragiile se observă mai ales în formele buloase a dishidrozei.

- Dishidroza pustuloasă. Când dishidroza devine cronică, ea se poate infecta. Această infecție secundară duce la dishidroza pustuloasă. Aceasta este uneori însoțită de o limfangită, sub forma unui treneu (o dungă) liniar eritematos pe fața anterioară a antebrațului, care urcă rareori de-a lungul brațului până la axilă, unde există o adenopatie.